# Шербрук Финикс
«Шербрук Финикс» (англ. Sherbrooke Phoenix) — профессиональный хоккейный клуб, выступающий в Главной юниорской хоккейной лиге Квебека. Базируется в городе Шербрук, провинция Квебек, Канада. Домашние матчи команда проводит на арене «Palais des Sports Léopold-Drolet».

## История
«Фениксы» были предоставлены в качестве замены «Льюистон Мэйниакс», которые были расформированы в конце сезона 2010-11. 31 мая 2011 года Главная юниорская хоккейная лига Квебека провела телефонную конференцию, чтобы подготовить предложение о покупке команды всего за 3,5 миллиона долларов. Руководство клуба не изменилось.

## Достижения
- Победитель регулярного сезона: 2019-20;